# Utvecklingen av spöktro under reformationen
Utvecklingen av spöktro under reformationen fick stor påverkan av Martin Luthers lära och synen på poltergeister.

## Bakgrund
Spöktro ingår i kategorin vidskepelse vilket i stora drag betyder tron på någonting som inte kan bevisas med hjälp av kunskap och förnuft.

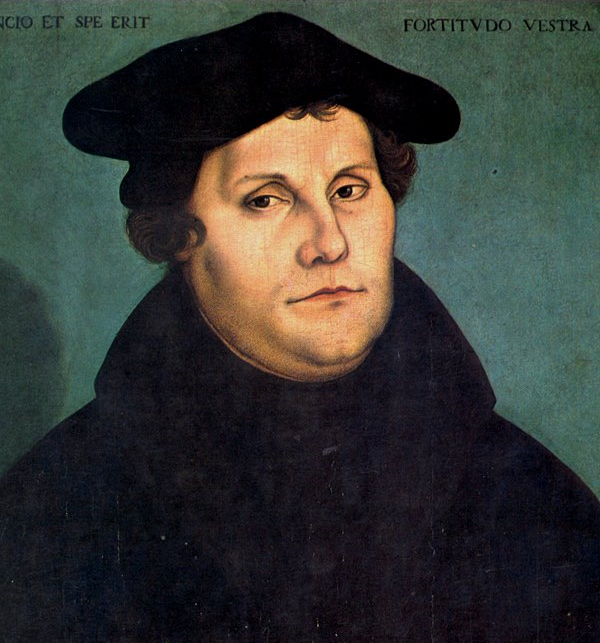
Martin Luther, 1529

Spöken räknas som ett av världens mest kända dödsväsen. I alla kulturer i världen finns det någon typ av sägen som stämmer överens med definitionen av ett spöke. Dessa skiljer sig från varandra men i det stora hela stämmer beskrivningarna överens med vad vi idag skulle kalla spöktro.

## Martin Luthers påverkan på spöktron

### Den andra attacken
Starten för Martin Luthers lära kopplat till spöktron ägde rum sommaren 1530 med den andra attacken mot den katolska kyrkan. Denna attack kom 13 år efter att han skrivit sin mest berömda anklagelseskrift. I och med skriften inspirerade han andra upprorsmakare att kliva fram. Den nya skriften utgavs i form av 114 nya anklagelsepunkter. Som punkt nummer ett skrev Luther om försäljningen av avlatsbrev. Så tidigt som punkt nummer fem nämnde Luther poltergeister.
Poltergeist är enligt definition en bullersam och stökig ande. Beskrivningen av dessa andar blev senare en del av vokabulären inom det övernaturliga.
Anledningen till att just poltergeister fick en egen punkt på Martin Luthers lista, var att han ansåg att tron på det övernaturliga var propaganda som den katolska kyrkan spred för att lura människorna. Han uttryckte det som att tron på spöken var en styggelse.

### Luthers syn på spöken
Trots Martin Luthers hårda motstånd mot den katolska kyrkan nekade han inte helt idén om att människor tyckte sig se dessa poltergeister. Dock trodde han inte att det handlade om de dödas själar utan snarare om någonting ännu värre, att spöken var djävulens påfund. Därför ansåg han att man behövde utplåna vidskepelse, såväl helgontro som tro på poltergeister. Luther trodde att djävulen skickade demoner i form av poltergeister för att lura bort människorna från "den rätta vägen" och därför behövde spöktron försvinna.
Martin Luther återuppväckte idén om att döda själar kan återuppstå, en idé som den katolska kyrkan tagit starkt motstånd från. Under medeltiden fanns det teologer som ville hålla fast vid tron på att de döda kan återuppstå, men dessa idéer hade inte haft några stora genomslag, tills Luther kom och återuppväckte dem. Att Luther tog upp denna kontroversiella fråga om vidskepelse gjorde att hans lära spred sig och han hamnade i en så kallad profetposition. Att han var så öppen med sin tro och sin version av tron gjorde att många ängsliga människor vände sig till honom för stöd, råd och hjälp med andliga frågor.

### Protestantismen väcker en ny tro
Luthers lära tog fäste hos delar av befolkningen. Han menade att man inte behövde frukta andarna utan om man följde Guds ord skulle man inte skadas. Han antydde att man kunde bekämpa vålnaderna med den sanna tron på Gud eftersom Djävulen då inte skulle ha en chans att missleda befolkningen. Spridningen av detta perspektiv och just läran från Martin Luther fick störst spridning i hela Europa.

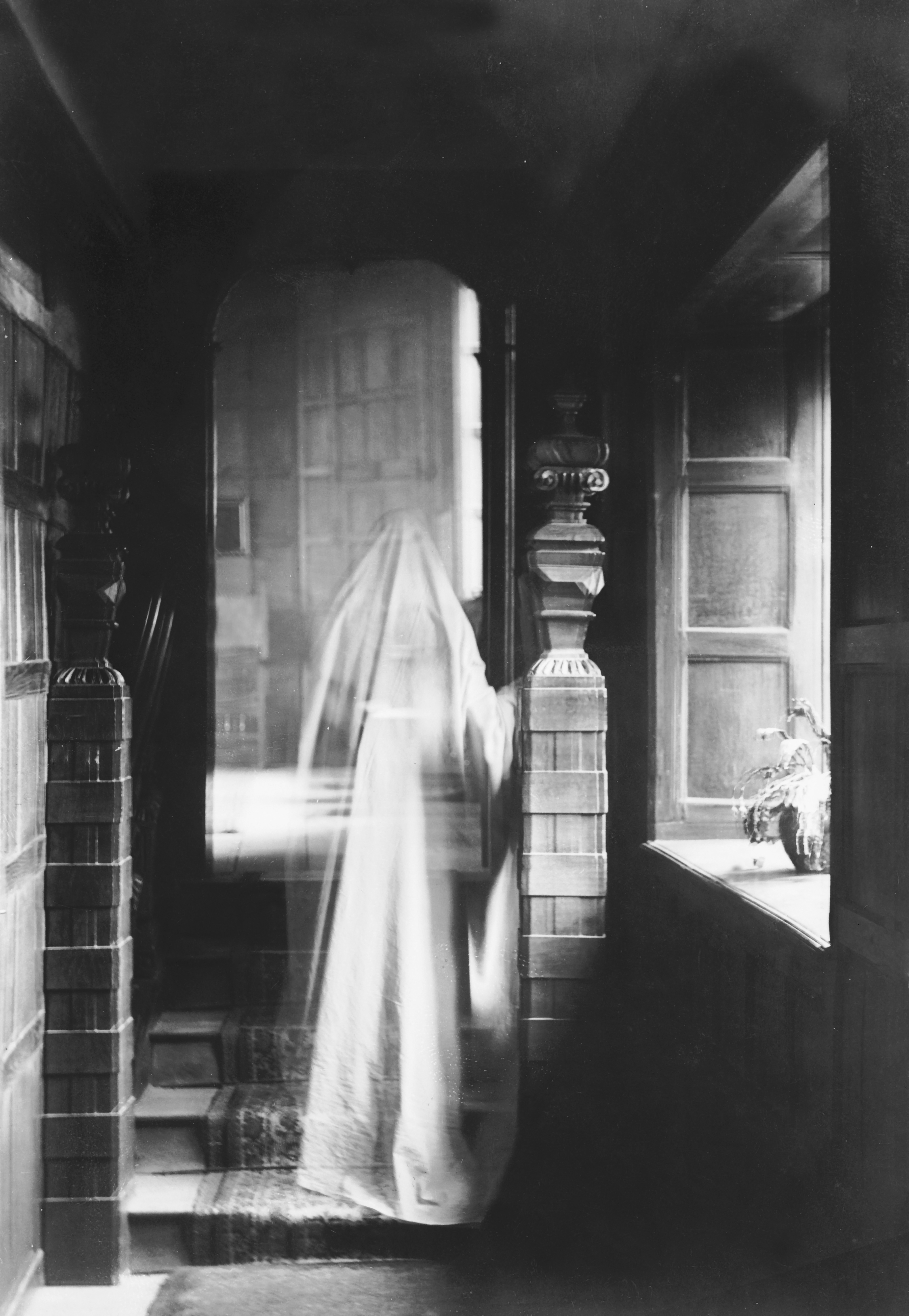
Bild av en vålnad, producerad med hjälp av dubbelexponering 1899

Man menade under lång tid att den katolska kyrkan använde sig av bedrägerier och propaganda för att skrämma upp folk, detta med hjälp av spöken och vålnader. Mot detta möttes den så kallade antikatolska propagandan som likt den katolska använde sig av spöktro. Man utnyttjade helt enkelt människors vidskepelse till att bedra och skrämma dem. Det var under den här tiden, på 1300-talet, då klichébilden av ett spöke fick sitt fäste. Det sitter kvar än idag då man ofta använder sig av vita lakan för att porträttera en vålnad. Dessa lurendrejerier blev en stor fördel för katolikerna eftersom de kunde använda dem till att sprida sin propaganda. Det var även vanligt att använda sig av bedrägerierna för egennytta och personliga skäl. Till exempel som ett nedtecknat fall från Frankrike 1580 då en person ska ha tryckt in ett lång, ihåligt vassrör in i rummet hos en änka för att viska saker från hennes döda make. Detta i syftet att hon skulle ge bort sina pengar. Det finns även vissa andra skildringar där människor använt sig av folks spöktro för att komma undan med olagliga aktiviteter. Som en smugglare i Wales som försökte övertyga folk att det var vålnader som rörde sig genom staden på natten när det i själva verket var han själv som fraktade smuggelgods.
Kärnan till denna spöktro anses ha uppkommit i förtvivlan hos människor som med svårhet behövde acceptera förlusten av nära och kära vilket skapade en tro på att de inte helt försvunnit ur deras liv.